# Robert Feys
Robert Feys (19 décembre 1889 - 13 avril 1961) était un chanoine, logicien et philosophe belge, professeur à l'Université de Louvain (Belgique).
Feys est né à Malines, et a reçu son doctorat en 1909 de l'Institut de Philosophie de l'Université de Louvain. En 1913, il est nommé professeur au collège Saint-Louis à Bruxelles. Mais en raison de la guerre, il s'enrôle dans l'armée. En 1919, il est nommé professeur à l'Institut Ste. Gertrude de Nivelles. En 1929, il retourne à l'Université Saint-Louis de Bruxelles et en 1944, il est nommé professeur à l'Université de Louvain.
Feys étudie d'abord les logiques modales. En 1950, Haskell B. Curry vient passer une année chez Feys, et ils mettent au point l'algorithme d'inférence de type pour le lambda-calcul simplement typé et la logique combinatoire, puis rédigent ensemble le traité sur le sujet. En 1950 également, Feys co-fonde le Centre National de Recherches en Logique (CNRL) et sa revue Logique et Analyse. Il décède en 1961 peu après son éméritat, alors qu'il rédigeait un traité sur la logique modale, ainsi qu'un dictionnaire de logique mathématique qui sera publié après sa mort en 1973.

## Quelques publications
- Haskell B. Curry , Robert Feys et William Craig. Combinatory Logic. Amsterdam, North-Holland, 1958–72. (ISBN 0-7204-2208-6)
- Robert Feys, Dictionary of Symbols of Mathematical Logic. Amsterdam  : North-Holland, 1973, 1969.
- Feys, Robert. «Les logiques nouvelles des modalités». Revue néo-scolastique de philosophie 40,56 (1937): 517–553.
- Feys, Robert. «Les systèmes formalisés des modalités aristotéliciennes». Revue philosophique de Louvain, 48.20 (1950): 478–509.
- Feys, Robert. Étude géologique du Carbonifère briançonnais (Hautes-Alpes), 1957. Vol. 6. Éditions Technip, 1963.